# CV 7 Islas Vecindario
CV 7 Islas Vecindario – hiszpański męski klub siatkarski z Vecindario (Gran Canaria). Założony został w 1999 roku w mieście Telde. W 2004 roku został przeniesiony do Vecindario. Obecnie występuje w najwyższej klasie rozgrywek klubowych w Hiszpanii.

## Nazwy klubu
- Compaktuna 7 Islas
- Compaktuna U.D. Vecindario
- C.C. La Ballena Vecindario
- Vecindario Paseo Comercial

## Rozgrywki krajowe
| Sezon     | Rozgrywki                       | Osiągnięcie |
| --------- | ------------------------------- | ----------- |
| 2007/2008 | Superliga de Voleibol Masculina | ćwierćfinał |
| 2008/2009 | Superliga de Voleibol Masculina | 10. miejsce |
| 2009/2010 | Superliga de Voleibol Masculina | ćwierćfinał |

## Rozgrywki międzynarodowe
Klub CV 7 Islas Vecindario nie występował dotychczas w europejskich pucharach.